# Podział administracyjny I Rzeczypospolitej

Podział administracyjny I RP. Stan prawny na rok 1619

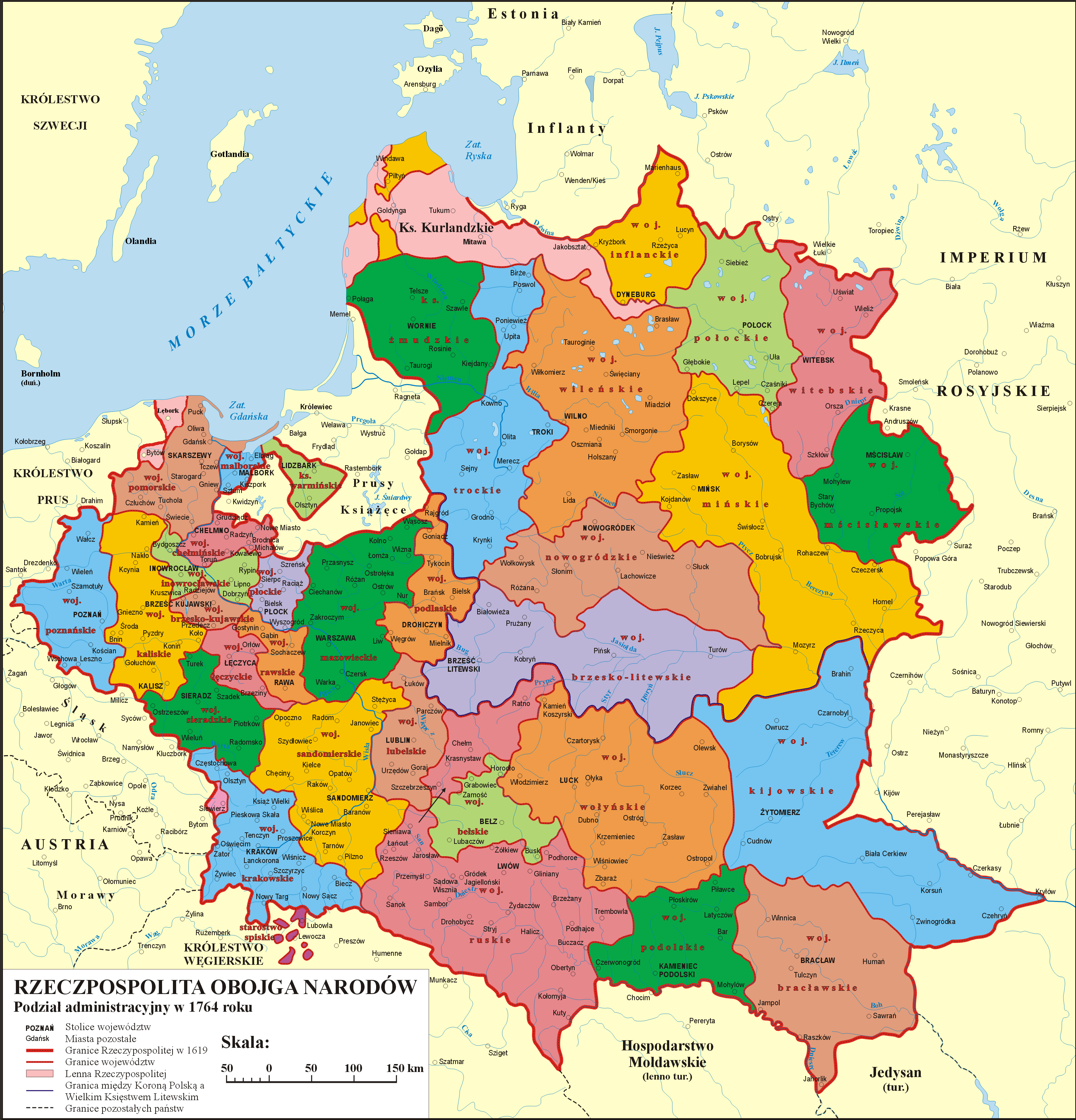
Podział administracyjny w 1764

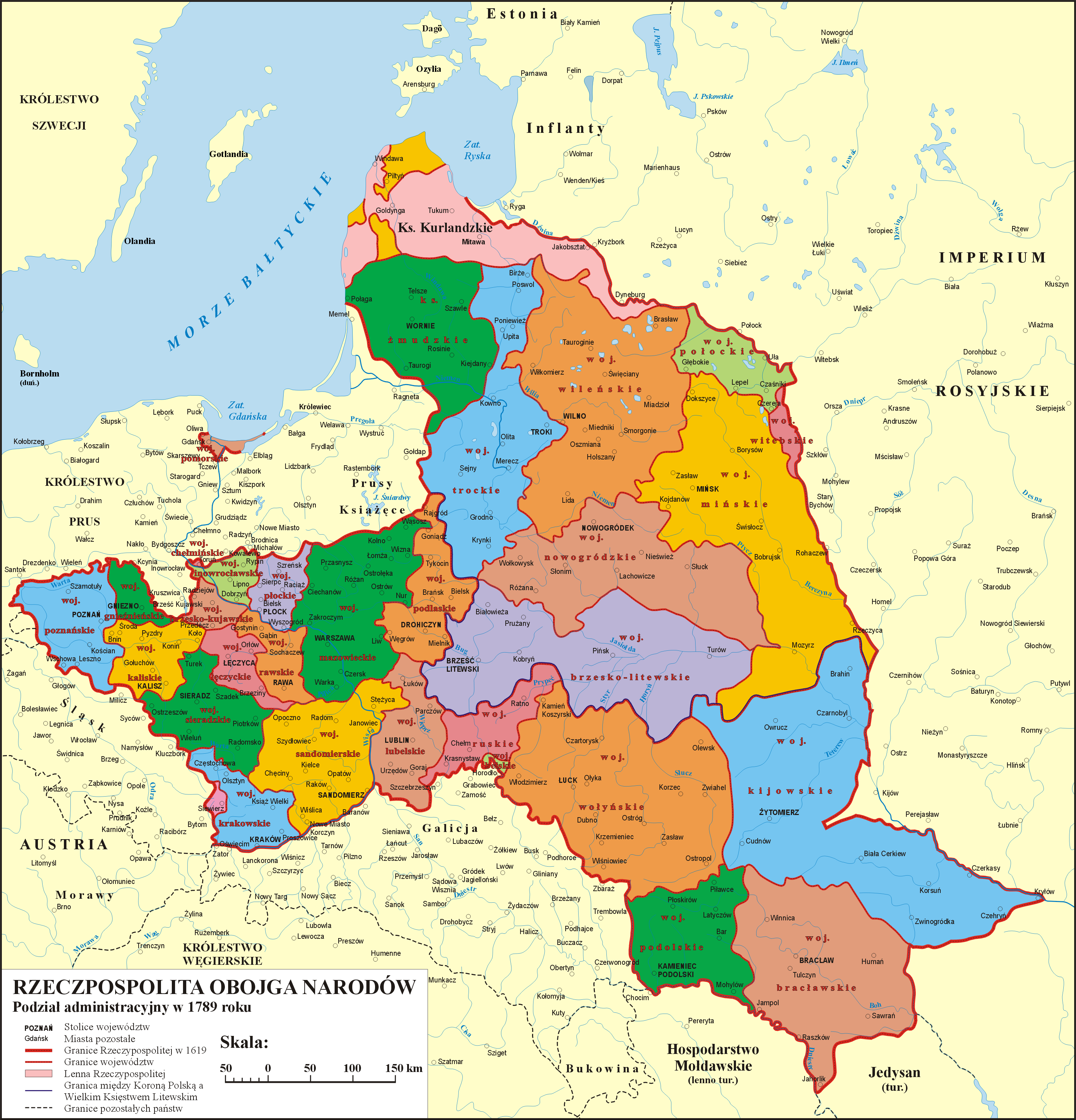
Podział administracyjny w latach 1773–1793

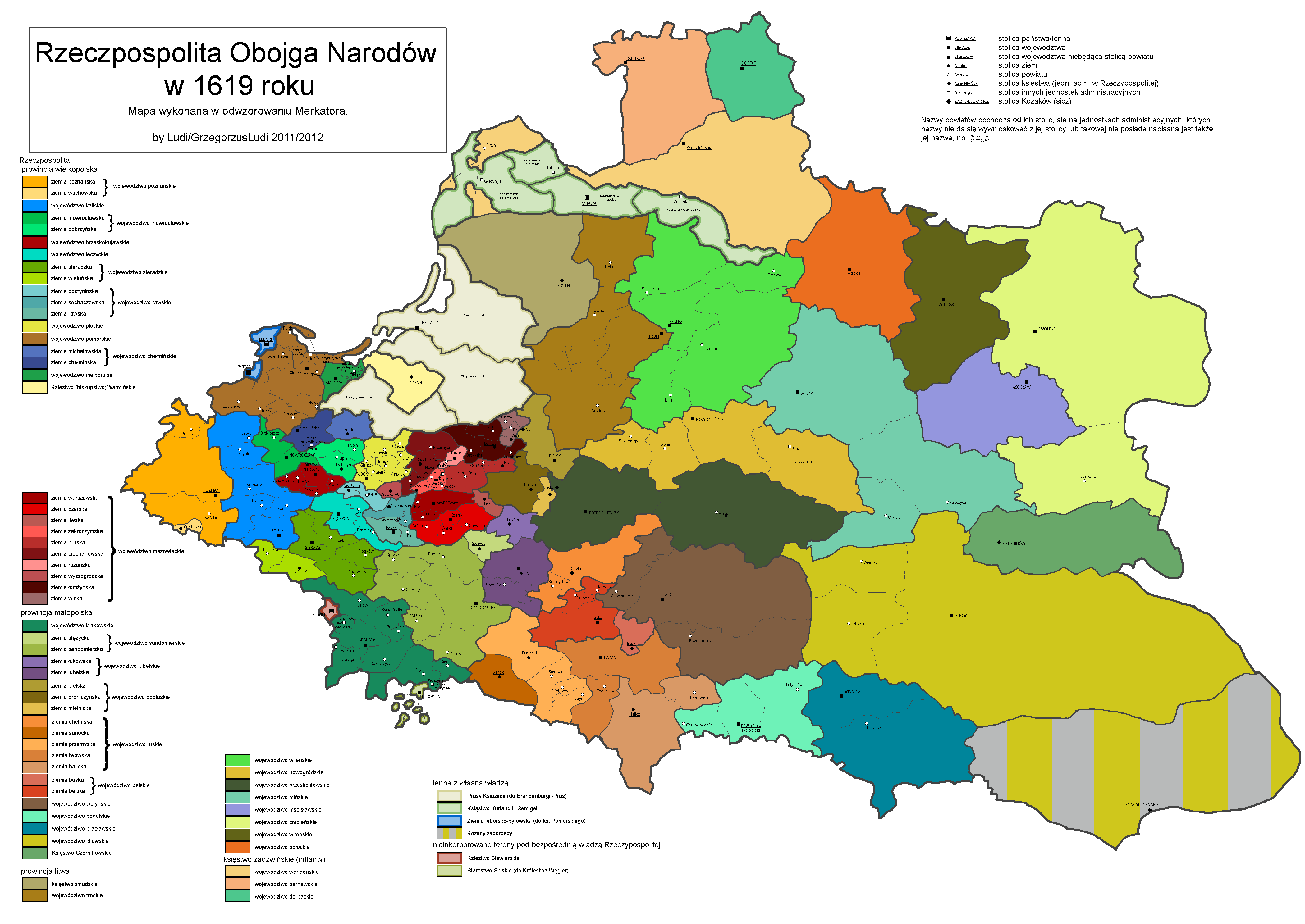
Szczegółowy podział na województwa i powiaty, stan prawny na rok 1619

Podział Rzeczypospolitej Obojga Narodów na prowincje

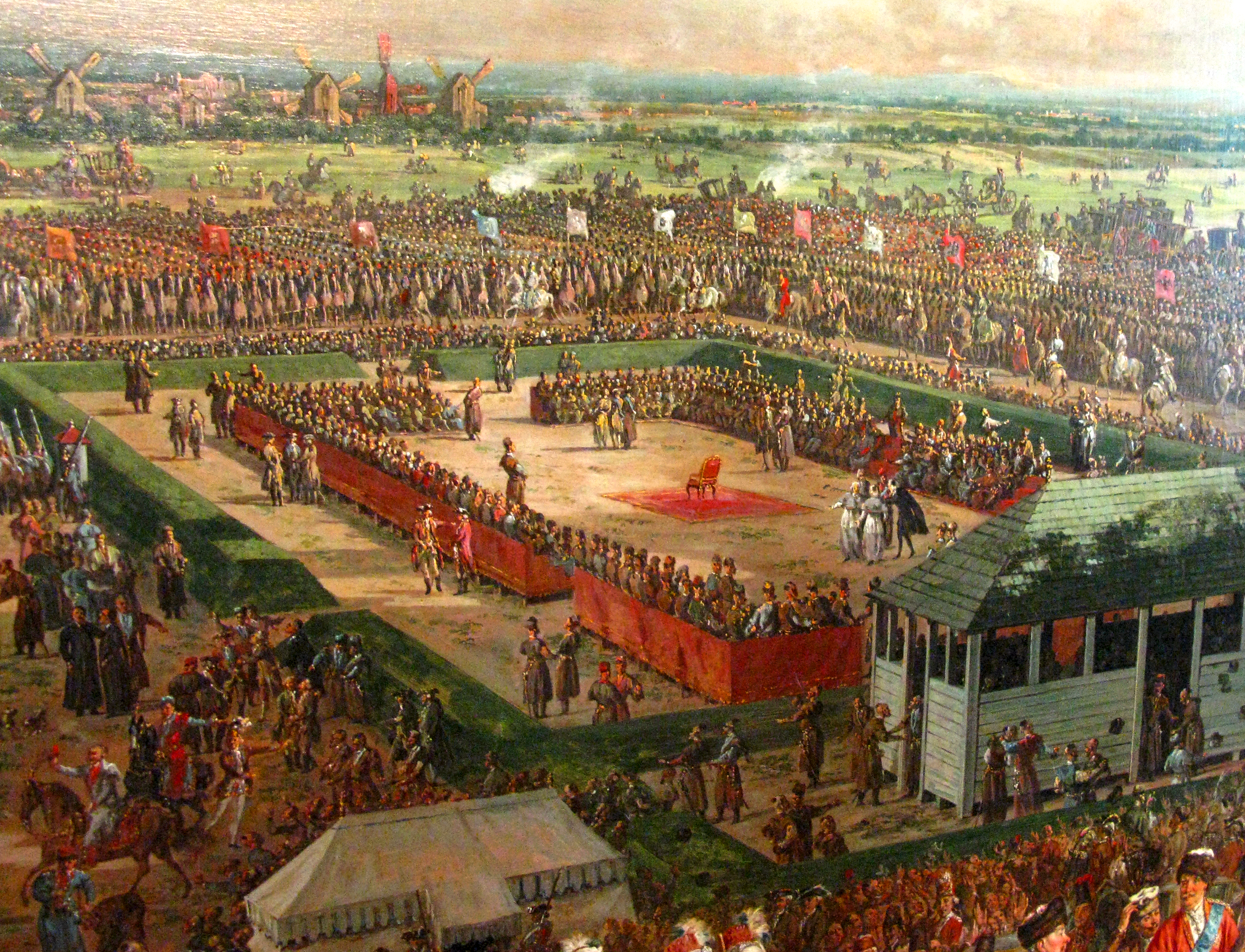
Fragment obrazu Bernarda Bellotta Elekcja Stanisława Augusta przedstawiający elekcję Stanisława Augusta Poniatowskiego w 1764 na Woli, widoczne koło rycerskie z chorągwiami województw

Podział administracyjny I Rzeczypospolitej był pochodną skomplikowanej historii wewnętrznych zmian terytorialnych sięgających czasów rozbicia dzielnicowego w Polsce oraz zewnętrznych strat i nabytków terytorialnych Polski i Litwy.
Pojęcie Rzeczpospolita Obojga Narodów odnosi się do państwa polskiego od unii lubelskiej (1569) do ostatniego rozbioru. Rzeczpospolita składała się z dwóch części: Korony Królestwa Polskiego (potocznie – Korony) i Wielkiego Księstwa Litewskiego (potocznie – Litwy), które posiadały dużą niezależność przejawiającą się również w administracji terytorialnej.

## Korona Polska
Korona dzieliła się na dwie prowincje: wielkopolską (do której zaliczano również Mazowsze i Prusy Królewskie) oraz małopolską (z Rusią Czerwoną, Podolem, Wołyniem i Ukrainą).
Pod koniec XVI wieku Korona (bez Warmii) zajmowała obszar 180 638 km², na którym znajdowało się 24 650 miejscowości (i osad), przy średniej gęstości zaludnienia 13,6 miejscowości na 100 km².

### Prowincja wielkopolska

#### Wielkopolska
- województwo poznańskie (od 1314) z ziemią wschowską (Wschowa)
  - powiat poznański
  - powiat kościański
  - powiat wschowski (ziemia wschowska) (od 1343)
  - powiat wałecki (do 1791)
  - powiat międzyrzecki (od 1791)
- województwo kaliskie (od 1314) (Kalisz)
  - powiat kaliski
  - powiat koniński
  - powiat pyzdrski
  - powiat gnieźnieński (do 1768)
  - powiat kcyński (do 1768)
  - powiat nakielski (do 1768)
  - powiat średzki (od 1791)
- województwo gnieźnieńskie (Gniezno), utworzone w 1768 z trzech powiatów wydzielonych z województwa kaliskiego
  - powiat gnieźnienski
  - powiat kcyński
  - powiat nakielski
- województwo sieradzkie (Sieradz) (od 1339) z ziemią wieluńską (Wieluń) (od ok. 1420)
  - powiat sieradzki
  - powiat szadkowski
  - powiat piotrkowski
  - powiat radomszczański
  - powiat wieluński (ziemia wieluńska)
  - powiat ostrzeszowski (ziemia wieluńska)
- województwo łęczyckie (Łęczyca) (od 1352)
  - powiat łęczycki
  - powiat brzeziński
  - powiat orłowski
  - powiat inowłodzki (od 1791)
- województwo brzeskokujawskie (Brześć Kujawski) (od XIV w.)
  - powiat brzeski
  - powiat radziejowski
  - powiat przedecki
  - powiat kowalski
  - powiat kruszwicki
- województwo inowrocławskie (Inowrocław) (od XIV w.) z ziemią dobrzyńską (Dobrzyń) (od 1352)
  - powiat inowrocławski
  - powiat bydgoski
  - powiat dobrzyński (ziemia dobrzyńska)
  - powiat rypiński (ziemia dobrzyńska)
  - powiat lipnowski (ziemia dobrzyńska)

#### Mazowsze
- województwo rawskie (od 1462)
  - ziemia rawska
    - powiat rawski
    - powiat bielski

  - ziemia sochaczewska
    - powiat sochaczewski
    - powiat mszczonowski

  - ziemia gostynińska
    - powiat gostyniński
    - powiat gąbinski
- województwo płockie (od 1495)
  - ziemia płocka
    - powiat płocki
    - powiat bielski
    - powiat raciąski
    - powiat płoński
    - powiat sierpski (dziś sierpecki)

  - ziemia zawkrzeńska
    - powiat szreński
    - powiat mławski
    - powiat niedzborski
- województwo mazowieckie (od 1529)
  - ziemia czerska
    - powiat czerski
    - powiat garwoliński (od 1539)
    - powiat grójecki
    - powiat warecki

  - ziemia warszawska
    - powiat warszawski
    - powiat błoński
    - powiat tarczyński

  - ziemia zakroczymska
    - powiat zakroczymski
    - powiat serocki
    - powiat nowomiejski

  - ziemia ciechanowska
    - powiat ciechanowski
    - powiat przasnyski
    - powiat sąchocki (dawniej czerwiński)

  - ziemia łomżyńska
    - powiat łomżyński
    - powiat koleński (kolneński)
    - powiat zambrowski
    - powiat ostrołęcki

  - ziemia wiska
    - powiat wiski
    - powiat wąsoski
    - powiat radziłowski

  - ziemia różańska
    - powiat różański
    - powiat makowski

  - ziemia nurska
    - powiat nurski
    - powiat ostrowski
    - powiat kamieńczykowski

  - ziemia liwska (niedzielona na powiaty)
  - ziemia wyszogrodzka (niedzielona na powiaty)

#### Prusy Królewskie
- województwo chełmińskie

Od 1466 do 1537 całe województwo było jednym powiatem. W 1537 zostało podzielone na dwa powiaty: powiat michałowski i powiat chełmiński. W 1764 podzielono je na 7 powiatów: chełmiński, toruński, grudziądzki, radzyński, kowalewski, brodnicki i nowomiejski, a następnie w 1767 dodano jeszcze dwa kolejne, golubski i łasiński, jednak decyzje te nigdy nie weszły w życie.
- województwo malborskie
  - powiat sztumski
  - powiat kiszporski
  - powiat elbląski
  - powiat malborski
- województwo pomorskie od 1466 do 1764 dzieliło się na 8 powiatów: człuchowski, gdański, mirachowski, nowski, pucki, świecki, tczewski, tucholski. W 1764 zostało podzielone zostało na powiaty: gdański, pucki, kościerski, tczewski, skarszewski, nowski, świecki, tucholski, człuchowski i mirachowski. Reforma ta nie weszła jednak w życie.
- Księstwo Warmińskie

### Prowincja małopolska

#### Małopolska
- województwo krakowskie
  - powiaty w XVI wieku – proszowski, szczyrzycki (nieopodal Wiśnicza), lelowski, księski, śląski, biecki, sandecki.
  - powiaty w 1676 – krakowski, proszowski, lelowski, księski, szczerzecki, sądecki, czchowski, biecki.
  - ziemia spiska
  - Księstwo Oświęcimskie
  - Księstwo Zatorskie
- województwo sandomierskie
  - ziemia sandomierska
    - powiat sandomierski
    - powiat wiślicki
    - powiat pilzneński
    - powiat radomski
    - powiat opoczyński
    - powiat chęciński
    - powiat szydłowski (do 1465)
    - powiat tarnowski (do 1465)

  - ziemia stężycka (niedzielona na powiaty, do 1676: powiat)
- województwo lubelskie (od 1474)
  - ziemia lubelska
    - powiat lubelski
    - powiat urzędowski
    - powiat kurowski (do 1465)
    - powiat parczewski (do 1465)

  - ziemia łukowska (niedzielona na powiaty) do 23 listopada 1793

#### Podlasie
- województwo podlaskie (od 1513)
  - ziemia bielska
  - ziemia drohicka
  - ziemia mielnicka

#### Ruś
- województwo ruskie (od 1434)
  - ziemia lwowska
    - powiat lwowski
    - powiat żydaczowski

  - ziemia przemyska
    - powiat przemyski
    - powiat przeworski

  - ziemia sanocka
  - ziemia halicka
    - powiat halicki
    - powiat trembowelski
    - powiat kołomyjski (Pokucie)

  - ziemia chełmska
    - powiat chełmski
    - powiat hrubieszowski (1429–1465)
    - powiat krasnostawski
    - powiat lubomelski (do 1465)
    - powiat ratneński (do XVI wieku)
- województwo bełskie (od 1462)
  - ziemia bełska
    - powiat bełski
    - powiat grabowiecki
    - powiat horodelski
    - powiat lubaczowski (do 1561)

  - ziemia buska
- województwo wołyńskie (od 1566)
  - powiat łucki
  - powiat włodzimierski, od 1791 w jego miejscu powiaty włodzimiersko-czernihowski i włodzimiersko-nowogrodzki
  - powiat krzemieniecki
  - powiat horyński (od 1791)
  - powiat nadsłucki (od 1791)
- województwo podolskie (od 1434)
  - powiat czerwonogrodzki
  - powiat kamieniecki
  - powiat latyczowski
  - powiat rowski (od 1791)
- województwo kijowskie (od 1471)
  - powiat kijowski
  - powiat żytomierski
  - powiat owrucki
  - powiat naddnieprski (od 1791)
- województwo bracławskie (od 1566)
  - powiat bracławski
  - powiat zwinogrodzki
  - powiat winnicki
  - powiat nadbohski (od 1791)
- województwo czernihowskie od 1618 w Rzeczypospolitej, od 1635 województwo, od 1667 tytularne
  - powiat czernihowski
  - powiat nowogrodzkosiewierski

## Prowincja litewska (Wielkie Księstwo Litewskie)
- województwo wileńskie (od 1413)
  - powiat wileński
  - powiat oszmiański
  - powiat lidzki
  - powiat wiłkomierski
  - powiat brasławski
  - powiat zawilejski (od 1791)
  - powiat ejszyski (od 1791)
- województwo trockie (od 1413)
  - powiat trocki
  - powiat grodzieński
  - powiat kowieński
  - powiat upicki
  - powiat merecki (od 1791 do 1793)
  - powiat preński (od 1791)
- Księstwo Żmudzkie
  - trakty (do 1791):
    - Ejragoła
    - Wilki
    - Wielona
    - Rosienie
    - Widukle
    - Kroże
    - Tendziagoła
    - Jaswony
    - Szawle
    - Wielkie Dyrwiany
    - Małe Dyrwiany
    - Berżany
    - Użwenty
    - Telsze
    - Retów
    - Pojurze
    - Wieszwiany
    - Korszew
    - Szadów
    - Gondinga
    - Twery
    - Potumsza
    - Birżyniany
    - Połąga
    - Powondeń
    - Medyngiany
    - Korklany
    - Żorany

  - powiat rosieński (od 1791)
  - powiat szawelski (od 1791)
  - powiat telszewski (od 1791)
- województwo nowogródzkie (od 1507)
  - powiat nowogródzki
  - powiat wołkowyski
  - powiat słonimski
  - powiat słucki
    - Księstwo Kopylskie
- województwo brzeskolitewskie (od 1566)
  - powiat brzeski
  - powiat piński
  - powiat kobryński (od 1791)
  - powiat pińsko-zarzeczny (od 1791)
- województwo mińskie (od 1566)
  - powiat miński
  - powiat rzeczycki
  - powiat mozyrski
- województwo mścisławskie (od 1566)
- województwo witebskie (od 1503)
  - ziemia orszańska (od 1667 z województwa smoleńskiego)
- województwo połockie (od 1504)
- województwo smoleńskie (od 1508) od 1514 do 1611 i od 1667 tytularne
  - powiat smoleński
  - powiat starodubowski

## Inne terytoria

### Inflanty
Od 1582 trzy prezydia (od 1598 nazywane województwami):
- województwo wendeńskie z ziemią piltyńską (enklawą w Kurlandii) (od 1598 r.)
- województwo dorpackie (od 1598)
- województwo parnawskie (od 1598)

Od 1667 (faktycznie od 1620):
- województwo inflanckie (Dyneburg) (od 1620):
  - trakt dyneburski
  - trakt rzeżycki
  - trakt lucyński
  - trakt marienhauski

### Księstwo Siewierskie
Domena we władaniu biskupów krakowskich, tytułujących się książętami siewierskimi, formalnie włączone do Polski w 1790.

### Lenna
- Księstwo Kurlandii i Semigalii (Mitawa) (lenno Korony i Litwy):
  - Kurlandia (Goldynga)
  - Semigalia (Mitawa)
  - powiat piltyński (Piltyń) – nie stanowił części Księstwa Kurlandii i Semigalii i podlegał (z przerwami) bezpośrednio Rzeczypospolitej
  - Nowa Kurlandia
  - Wyspa Kunta Kinteh
- Prusy Książęce (Królewiec) (lenno Korony, od 1657 Księstwo Pruskie było niezależne, w 1701 przekształciło się w Królestwo Prus)
- ziemia bytowsko-lęborska (Lębork i Bytów) (lenno Korony, od 1657 faktycznie należała do Brandenburgii)

### Protektoraty
- Kaffa

## Województwa utworzone nasejmie grodzieńskim23 listopada 1793

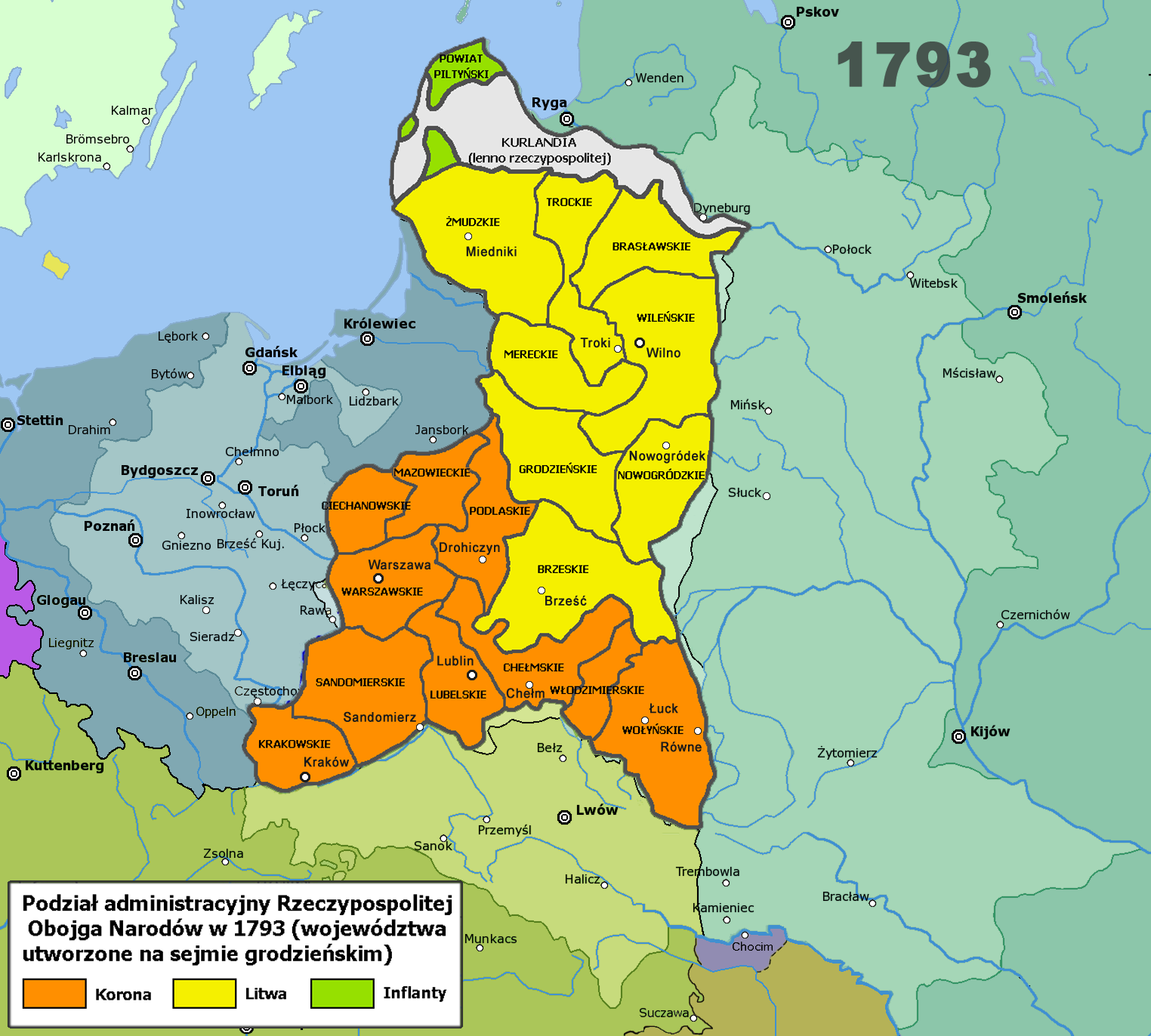
Województwa utworzone na sejmie grodzieńskim

- Korona Polska:
  - województwo chełmskie
  - województwo ciechanowskie
  - województwo mazowieckie
  - województwo krakowskie
  - województwo lubelskie
  - województwo podlaskie
  - województwo sandomierskie
  - województwo warszawskie
  - województwo włodzimierskie
  - województwo wołyńskie

- Wielkie Księstwo Litewskie:
  - województwo brasławskie
  - województwo brzeskie
  - województwo grodzieńskie
  - województwo mereckie
  - województwo nowogródzkie
  - województwo trockie
  - województwo wileńskie
  - województwo żmudzkie